# 前田製紙
前田製紙合名会社（まえだせいし ごうめいかいしゃ）は、明治時代の北海道に存在した北海道で最初の製紙会社である。
官僚出身で貴族院議員であった前田正名によって設立。釧路郡釧路町天寧（現・中央）において、北海道で最初のパルプ工場を運営した。その後大手製紙会社の富士製紙が当時で50万円出資する北海紙料株式会社（ほっかいしりょう かぶしきかいしゃ）に事業は引き継がれた。

## 沿革

### 前田製紙の設立
前田製紙合名会社は1900年（明治33年）に発足した。
創業者の前田正名は薩摩藩出身の官僚で、農商務省次官などを務め、退官後は貴族院議員となった人物である。1891年（明治24年）前田は殖産興業政策に積極的で、屈斜路湖一帯の皇室所有林（御領林）の森林資源を元にパルプ工場の建設を企画していた当時の釧路町長らに勧誘されてパルプ事業に乗り出すことになった。前田や、前田の知人で敦賀の銀行家大和田荘七、京都の紙商中井三郎兵衛、大倉財閥の渋谷喜助の三氏が出資し、資本金20万円で合名会社の前田製紙は設立された。
パルプ工場の用地は、釧路川河畔で釧路川と別保川の合流地点のやや北にあたる釧路郡釧路町天寧が選ばれた。同地は、釧路川および阿寒川流域の森林から木材を搬入するのに便利であった。工場用水を川の水に求めることができ、石炭や硫黄(硫黄は紙の漂白に使われる。）などの物資も周辺の地域で産出されていた。現在の釧路市域に近いことから労働力の確保が容易で、釧路港から製品搬出も可能である、という利点もあった。工場の建設にあたり富士製紙に技術支援を要請していたが、同社は新工場建設で余裕がないとして断り、富士製紙創業者の一人で当時は兵庫県で製紙工場を経営していた真島襄一郎を紹介したことから、真島が工場建設を担当した。建設にあたっては、当時の釧路は工業が未発達で、鉄道はなく船便も本数が少なく交通の便の悪い土地であり、資材の不足に悩まされた。
1901年（明治34年）5月、工場は操業を開始して亜硫酸パルプ (SP) の生産を開始した。しかしパルプの販売は不振で、冬季になると寒さで設備の不備が露呈し、工場の操業も不調となった。損失を重ねた結果前田製紙としての存続が断念され、更生のため北海紙料に改組することになった。

### 北海紙料への改組とその後
1902年（明治35年）5月、新たに北海紙料株式会社が設立された。経営の行き詰った前田製紙の幹部から援助を求められた富士製紙が、工場を改良して北海道における拠点としようと目論み、前田製紙の事業に参加することになったのである。富士製紙が株式の過半数を所有していた。
富士製紙が経営に参加した後も経営は好転しなかったが、操業は継続した。1905年（明治38年）5月に旧前田製紙が清算を完了したことから、これを契機に富士製紙は北海紙料の買収を決定する。1906年（明治39年）7月、富士製紙による買収が完了し、工場は富士製紙直営の「第四工場」となった。富士製紙時代は砕木パルプも製造し、1908年（明治41年）に新聞用紙の生産拠点として新設された江別工場（江別市、現・王子エフテックス江別工場）へと砕木パルプを供給する拠点となった。また、パルプに加えて新聞用紙の生産も開始し、釧路の新聞社などへと供給した。
こうして富士製紙第四工場として操業を継続していたところ、1913年（大正2年）1月4日、機械室から出火して工場が全焼した。全焼した第四工場は、その後、操業を再開することはなかった。
1916年（大正5年）樺太工業系の北海道興業（大川平三郎）が日本橋倶楽部の創立総会にて発足。1919年（大正8年）樺太工業が富士製紙と合併し、第四工場全焼から7年後の1920年（大正9年）、富士製紙の手によって、釧路の西、釧路郡鳥取村（現・釧路市鳥取南）に釧路工場が操業を開始した。釧路における製紙業の拠点は天寧から鳥取へ移った。同工場は王子製紙（初代）を経て十條製紙に継承され、現在でも日本製紙の基幹工場　釧路工場として操業を続けている。

### 年表
- 1900年（明治33年） - 前田製紙合名会社設立。
- 1901年（明治34年）5月 - 釧路郡釧路町天寧において工場操業開始。
- 1902年（明治35年）5月 - 前田製紙の事業を継承し、富士製紙の出資を得て北海紙料株式会社設立。
- 1906年（明治39年）7月 - 富士製紙が北海紙料を買収、第四工場とする。
- 1913年（大正2年）1月4日 - 富士製紙第四工場全焼、閉鎖。
- 1920年（大正9年）7月 - 釧路郡鳥取村にて富士製紙釧路工場（現・日本製紙釧路工場）が操業開始。